# Карпова Віра Олександрівна
Віра Олександрівна Карпова (*6 лютого 1933, Ленінград, РРФСР, СРСР — 27 листопада 2024) — радянська і російська актриса театру і кіно. Заслужена артистка РРФСР (1967). Народна артистка РРФСР (1986). Лауреат низки вітчизняних театральних премій.

## Біографія
Народилася Віра Олександрівна Карпова 6 лютого 1933 року в Ленінграді. У 1956 році закінчила Театральне училище ім. Б. В. Щукіна (курс В. К. Львової і В. І. Москвіна).На показі одного з дипломних спектаклів виявився Микола Акімов. Він запросив молодих однокурсниць Віру Карпову та Інну Ульянову до себе в театр.
З 1956 року  — актриса Ленінградського академічного театру Комедії. Ролями режисер Акімов юну актрису не обходить. Після смерті Акімова їй знайшлися цікаві ролі в спектаклях Вадима Голікова, Петра Фоменко, Романа Віктюка, Юрія Аксьонова, Тетяни Казакової.
Протягом багатьох років працює на Ленінградському радіо (тепер — воно носить назву «Радіо Росія — Петербург»). В 90-ті вела передачу «Бібішка — славний дружок».

## Відзнаки і нагороди
- Заслужена артистка РРФСР (22.08.1967)
- Народна артистка РРФСР (03.03.1986)

## Фільмографія
- 1954 — Атестат зрілості — Ялинка
- 1955 — Син — Сергєєва, школярка
- 1956 — Людина народилася — сестра, що приходить, немає в титрах
- 1957 — Вулиця повна несподіванок — Ліза, дочка Смирнова-Алянського
- 1957 — Тамбу-Ламбу
- 1958 — Король бубни (к/м) — провідниця
- 1958 — Шофер мимоволі — Зоя дружина Миколи
- 1959 — Непіддатливі — Роза Каткова
- 1959 — Люди блакитних річок
- 1960 — Обережно, бабусю! — епізод, немає в титрах
- 1961 — Строкаті розповіді — Ніночка, дружина Віхленева
- 1963 — Це сталося в міліції  — секретар в міліції
- 1964 — Весняні турботи — секретарка Івана Івановича
- 1966 — Розповідь однієї дівчини (фільм-спектакль)
- 1966 — Сьогодні — новий атракціон — дівчина в машині
- 1966 — Ділок (фільм-спектакль) — Ліа Компас
- 1967 — Спокою немає (фільм-спектакль)
- 1968 — Роки мандрівок (фільм-спектакль) — Кузя, дружина Дороніна
- 1968 — Доми вдівця (фільм-спектакль)
- 1970 — Дванадцята ніч (фільм-спектакль) — Олівія
- 1971 — Дощ — хороша погода (фільм-спектакль) — головна роль
- 1973 — Важкі часи (фільм-спектакль)
- 1974 — Село Степанчиково та його мешканці (фільм-спектакль) — Тетяна Іванівна
- 1976 — Візок з яблуками (фільм-спектакль)
- 1976 — Двадцять днів без війни — мачуха Ніни (немає в титрах)
- 1977 — Корінь життя / Rădăcinile viaţii — епізод
- 1984 — З життя земського лікаря — бабуся дівчини
- 1985 — П'ять романсів у старому дому (фільм-спектакль)
- 1987 — День перемоги серед війни (фільм-спектакль)
- 1989 — Біографія (фільм-спектакль) — пані Хубалек
- 1991 — Привиди (фільм-спектакль)
- 1993 — Осічка (фільм-спектакль) — Віра, дружина Когана
- 1994 — Остання справа Вареного — Євгенія Іванівна, бухгалтер
- 1999 — Вулиці розбитих ліхтарів-2 (т/с, «Чесне піонерське» 21-а серія) — Дар'я Сергіївна Баришева (в титрах — Віра Карлова)
- 2000 — Місяцем був повний сад — Генрієтта Володимирівна, літераторка
- 2002 — Спецвідділ (т/с) — старенька
- 2002 — Бідний, бідний Павло — Шарлотта Карлівна Лівен, баронеса, вихователька дочок Павла I
- 2003 — Лінії долі (т/с) — епізод
- 2003 — Пішла (к/м) — стара актриса
- 2004 — Мангуст-2 (т/с, Чоловіча логіка 6-а серія) — баба Віра, сусідка Серафими
- 2004 — Вулиці розбитих ліхтарів-6 (т/с, «Друга міра секретності» 20-а серія) — Руфіна Карлівна Рєпіна
- 2006 — Виклик-2 (т/с, «Інкубаційний період» Фільм №5) — Макарівна
- 2006 — Мрія — „Джульєтта“
- 2006 — Перстень спадкоємця династії — баба Фаня
- 2006—2007 — Танго утрьох / Tango del último amor ( (т/сАргентина, Росія) — Лідія Миколаївна, вчителька Юрія Суркова
- 2007 — Злочин і покарання (т/с) — Олена Іванівна, колезька секретарка, лихварка
- 2007 — Наречений-ряджений тітка — Марина, прибиральниця
- 2008 — Дилер (т/с, «Портрет імператора» 1-а серія) — Нінель Петрівна
- 2009 — Жити спочатку (т/с) — баба Тоня („Коза“), політув'язнена
- 2009 — Круїз (т/с) — тітка Марія
- 2009 — Одну тебе люблю (т/с) — баба Зіна
- 2010 — Військова розвідка. Західний фронт (т/с, «Казимір» Фільм №4) — Юстина
- 2010 — Ліговка (т/с) — Аглая, сестра Віри
- 2012 — Хвіст (т/с, «Чайка» 40-а серія) — Ольга Леонардівна, актриса
- 2013 — Морські дияволи. Смерч (т/с, «Михалич» 23-я серія) — сусідка Наталки
- 2013 — Таємниці слідства-13 (т/с, «Маракаси» Фільм № 9) — Інна Володимирівна, вахтер
- 2013 — Шерлок Холмс (т/с, «Бейкер Стріт», 221 б Фільм №1, «Камінь, ножиці, папір» Фільм №2) — міс Боклі, квартирантка місіс Хадсон з 1-го поверху
- 2014 — Шаманка (т/с, «Естамп із пейзажем» 6-а серія, «Жорстока осінь» 17-а серія) — Інна Сергіївна Тинтюкова
- 2014 — Мисливці за головами — Єлизавета Гіляровська, дружина академіка (немає в титрах)
- 2015 — Норвег — старенька в парадній
- 2015 — Супутники (т/с) — баба Нюра
- 2015 — Аперкот для Гітлера (т/с) — Дарія Михайлівна Шувалова, бабуся Анастасії
- 2015 — Бабине літо (т/с) — Валентина Микитівна, жертва чорних ріелторів
- 2017 — Халупа боржника (т/с) — Елла в старості
- 2017 — Матильда
- 2020 — Тут жив і працював... (к/м) — бабка
- 2020 — Сто років шляху — Шеметова
- 2021 — Воскресенський (т/с) — Марфа Демидова